# Kathalli, Gulbarga
Kathalli là một làng thuộc tehsil Gulbarga, huyện Gulbarga, bang Karnataka, Ấn Độ.